# 제22회 아카데미상
제22회 아카데미상은 1950년 3월 23일에 열린 시상식이다. LA RKO 팬타지스 극장에서 개최되었으며 사회자는 폴 더글러스이다.

## 후보 및 수상

### 작품상
- 모두가 왕의 부하들 - 로버트 로즌 수상
- 배틀그라운드 - Dore Schary
- 사랑아 나는 통곡한다 - 윌리엄 와일러
- 세 부인 - 솔 C. 시겔
- 정오의 출격 - 대릴 F. 자눅

### 남우주연상
- 모두가 왕의 부하들 - 브로데릭 크로포드 수상
- 챔피언 - 커크 더글러스
- 헤이스티 하트 - 리처드 토드
- 유황도의 모래 - 존 웨인
- 정오의 출격 - 그레고리 펙

### 여우주연상
- 사랑아 나는 통곡한다 - 올리비아 드 하빌랜드 수상
- 컴 투 더 스테이블 - 로레타 영
- 나의 아들 에드워드 - 데보라 카
- 비정 - 수잔 헤이워드
- 핑키 - 진 크레인

### 남우조연상
- 정오의 출격 - 딘 자거 수상
- 모두가 왕의 부하들 - 존 아일랜드
- 배틀그라운드 - 제임스 휘트모어
- 챔피언 - 아서 케네디
- 사랑아 나는 통곡한다 - 랠프 리처드슨

### 여우조연상
- 모두가 왕의 부하들 - 멀시데스 맥캠브릿지 수상
- 핑키 - Ethel Waters
- 핑키 - 에델 베리모어
- 컴 투 더 스테이블 - 셀레스트 홈
- 컴 투 더 스테이블 - 엘자 란체스터

### 감독상
- 세 부인 - 조셉 L. 맨키위즈 수상
- 모두가 왕의 부하들 - 로버트 로즌
- 배틀그라운드 - 윌리엄 웰먼

### 몰락한 우상
- 캐럴 리드
- 사랑아 나는 통곡한다 - 윌리엄 와일러

### 각본상
- 배틀그라운드 - Robert Pirosh 수상

### 각색상
- 세 부인 - 조셉 L. 맨키위즈 수상

### 촬영상
- 황색 리본의 한 여자 - 윈톤 C. 호크 수상
- 배틀그라운드 - 폴 보글 수상

### 편집상
- 챔피언 - Harry W. Gerstad 수상

### 미술상
- 작은 아씨들 - 세드릭 기븐스 수상
- 사랑아 나는 통곡한다 - 존 미한 수상

### 의상상
- 돈 쥬앙의 모험 - 레아 로즈 수상
- 사랑아 나는 통곡한다 - 에디스 헤드 수상

### 원작상
- 스트래톤 스토리 - 더글러스 모로우 수상

### 음악상
- On the Town - Roger Edens 수상
- 사랑아 나는 통곡한다 - 애론 코플랜드 수상

### 주제가상
- 넵툰의 딸 - Frank Loesser 수상

### 음향믹싱상
- 정오의 출격 - 20세기폭스 음향팀 수상

### 특수효과상
- 마이티 조 영 - 머리안 C. 쿠퍼 수상

### 단편애니메이션상
- For Scent-imental Reasons - Edward Selzer 수상

### 단편영화상
- Van Gogh - Gaston Diehl 수상
- Aquatic House Party - Jack Eaton 수상

### 장편다큐멘터리상
- Daybreak in Udi - Crown Film Unit 수상

### 단편다큐멘터리상
- A Chance to Live - Richard De Rochemont 수상

### 공로상
- 프레드 아스테어 수상
- 세실 B. 데밀 수상
- 진 허숄트 수상

### 아역상
- 바비 드리스콜 수상

## 같이 보기
- 제7회 골든 글로브상
- 제3회 영국 아카데미 영화상